# Gynoplistia (Gynoplistia) gingera
Gynoplistia (Gynoplistia) gingera is een tweevleugelige uit de familie steltmuggen (Limoniidae). De soort komt voor in het Australaziatisch gebied.